# Cordia trichoclada
Cordia trichoclada är en strävbladig växtart som beskrevs av Dc.. Cordia trichoclada ingår i släktet Cordia, och familjen strävbladiga växter. Inga underarter finns listade i Catalogue of Life.